# Laubrières
Laubrières ist eine französische Gemeinde mit 322 Einwohnern (Stand: 1. Januar 2022) im Département Mayenne in der Region Pays de la Loire; sie gehört zum Arrondissement Château-Gontier und zum Kanton Cossé-le-Vivien. Die Einwohner werden Laubertins genannt.

## Geographie
Laubrières liegt etwa 27 Kilometer südwestlich von Laval. Umgeben wird Laubrières von den Nachbargemeinden Cuillé im Norden und Nordwesten, Saint-Poix im Norden und Nordosten, Méral im Nordosten und Osten, Ballots im Süden sowie Gastines im Westen. An der Grenze zu Cuillé entspringt das Flüsschen Mée und entwässert zum Oudon.

## Bevölkerungsentwicklung
| Jahr                       | 1962 | 1968 | 1975 | 1982 | 1990 | 1999 | 2006 | 2019 |
| -------------------------- | ---- | ---- | ---- | ---- | ---- | ---- | ---- | ---- |
| Einwohner                  | 426  | 400  | 365  | 317  | 292  | 248  | 290  | 364  |
| Quellen: Cassini und INSEE |      |      |      |      |      |      |      |      |

## Sehenswürdigkeiten
- Kirche Saint-François-et-Saint-Pierre aus dem 18. Jahrhundert
- Schloss La Cour  aus dem 18. Jahrhundert

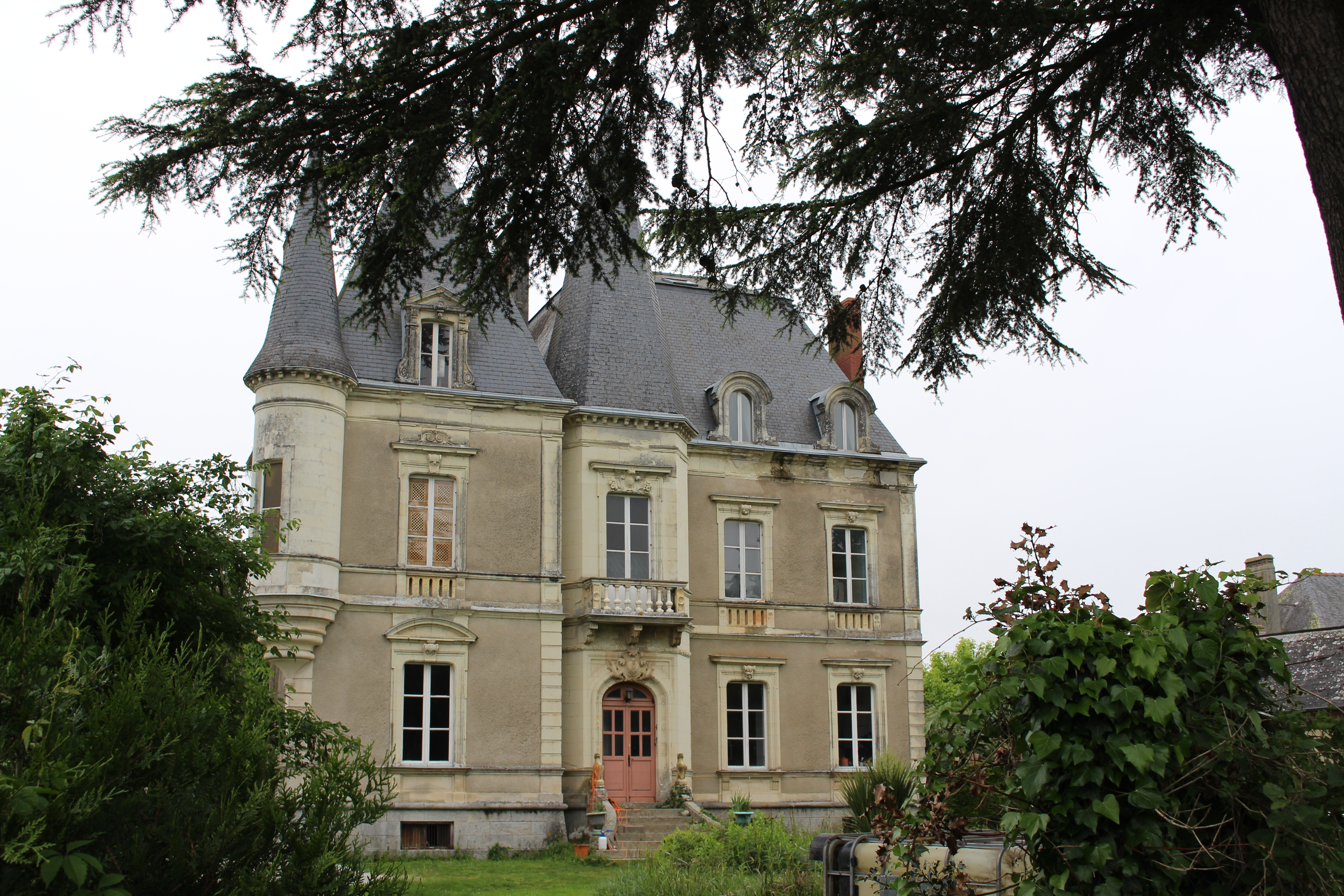
Schloss La Cour